# Pamianthe cardenasii
Pamianthe cardenasii är en amaryllisväxtart som beskrevs av Hamilton Paul Traub. Pamianthe cardenasii ingår i släktet Pamianthe och familjen amaryllisväxter.
Artens utbredningsområde är Bolivia. Inga underarter finns listade i Catalogue of Life.